# Ileana Gyulai
Ileana Gyulai (* 12. Juni 1946 in Cluj; † 25. August 2021) war eine rumänische Florettfechterin. Sie trat unter drei verschiedenen Namen bei vier Olympischen Spielen an.

## Namen
Die als Ilona Gyulai geborene ungarisch-stämmige Ileana Gyulai trat bei den Olympischen Spielen 1964 unter ihrem Geburtsnamen an. Nach der Heirat mit dem Fechter Ion Drîmbă startete sie als Ileana Drîmbă, so bei den Olympischen Spielen 1968. Ihr Mann nutzte 1969 eine Wettkampfreise zur Flucht in den Westen. Daraufhin ließ sich Ileana von ihm scheiden und startete bei den Olympischen Spielen 1972 wieder unter ihrem Geburtsnamen. Nach ihrer Heirat mit dem Fußballtrainer Emerich Jenei trat sie bei den Olympischen Spielen 1976 als Ileana Jenei an.

## Sportliche Karriere
Ileana Gyulai belegte bei den Olympischen Spielen 1964 den fünften Platz mit der rumänischen Mannschaft. 1965 gewannen die Rumäninnen bei den Weltmeisterschaften Silber hinter der sowjetischen Equipe. 
1967 war Ileana Drîmbă Mitglied der rumänischen Mannschaft, die hinter den Ungarinnen und den sowjetischen Fechterinnen Bronze gewann. Bei den Olympischen Spielen 1968 siegte die sowjetische Equipe vor den Ungarinnen und den Rumäninnen. Ihren größten Erfolg feierte Drîmbă bei den Weltmeisterschaften 1969 in Havanna. Im Einzel gewann sie Silber hinter Jelena Nowikowa, die rumänische Equipe gewann Gold gegen die Mannschaft aus der Sowjetunion. Im Finale der Weltmeisterschaften 1970 siegte dann wieder die Sowjetunion gegen Rumänien.
Sowohl bei den Olympischen Spielen 1972 als auch bei den Weltmeisterschaften 1973 und  1974 trafen im Finale die sowjetischen Fechterinnen auf die Ungarinnen. Gyulai gewann jeweils mit der rumänischen Equipe die Bronzemedaille. 1976 belegte sie bei ihrer vierten Olympiateilnahme den siebten Platz mit der Mannschaft.